# Callianthe jaliscana
Callianthe jaliscana är en malvaväxt som först beskrevs av Paul Carpenter Standley och fick sitt nu gällande namn av Donnell. Callianthe jaliscana ingår i släktet Callianthe och familjen malvaväxter. Inga underarter finns listade i Catalogue of Life.